# Тоа-Альта (Пуерто-Рико)
Тоа-Альта (ісп. Toa Alta, МФА: [ˈtoa ˈalta]) — муніципалітет Пуерто-Рико, острівної території у складі США. Заснований 1751 року.

## Географія
Тоа-Альта розташований у північній частині острову Пуерто-Рико. 
Площа суходолу муніципалітету складає 71 км² (61-е місце за цим показником серед 78 муніципалітетів Пуерто-Рико).

## Демографія
Станом на 2010 рік на території муніципалітету мешкало 74 066 ос.
Динаміка чисельності населення:

## Населені пункти
Найбільші населені пункти муніципалітету Тоа-Альта:
| Населений пункт | Статус | Населення :   | Населення :   | Населення :   |
| Населений пункт | Статус | на 01.04.1990 | на 01.04.2000 | на 01.04.2010 |
| --------------- | ------ | ------------- | ------------- | ------------- |
| Галатео         | Селище | 2 475         | 2 705         | 2 585         |
| Рівера-Колон    | Селище | 2 024         | 2 379         | 2 456         |
| Мукарабонес     | Селище | 1 670         | 1 690         | 1 561         |
| Пахарос         | Селище | 6 877         | 9 466         | 10 122        |
| Тоа-Альта       | Місто  | 4 941         | 4 368         | 3 713         |